# Tat'jana Tomašova
Tat'jana Ivanovna Tomašova (in russo Татьяна Ивановна Томашова?; Perm', 1º luglio 1975) è una mezzofondista russa, due volte campionessa mondiale dei 1500 metri piani.

## Biografia
Tat'jana ha esordito nei 5000 metri piani ai Giochi olimpici di Sydney 2000, specializzandosi successivamente in competizioni più brevi, come i 1500 metri piani. Ai Giochi olimpici di Atene 2004 ha vinto la medaglia d'argento dietro l'inglese Kelly Holmes. Si è piazzata al primo posto ai Campionati del mondo di atletica leggera sia nel 2003 che nel 2005.
Il 31 luglio 2008, Tomašova è stata sospesa dalla IAAF, insieme ad altri sei atleti russi per doping.
Il 20 ottobre 2008 è stato annunciato che avrebbe ricevuto una squalifica per due anni per abuso di farmaci.

## Palmarès
| Anno | Manifestazione  | Sede     | Evento       | Risultato | Prestazione | Note                                     |
| ---- | --------------- | -------- | ------------ | --------- | ----------- | ---------------------------------------- |
| 2000 | Giochi olimpici | Sydney   | 5000 m piani | 13ª       | 15'01"28    |                                          |
| 2001 | Mondiali        | Edmonton | 5000 m piani | 10ª       | 15'23"83    |                                          |
| 2002 | Europei         | Monaco   | 1500 m piani | Bronzo    | 4'01"28     |                                          |
| 2003 | Mondiali        | Parigi   | 1500 m piani | Oro       | 3'58"52     |                                          |
| 2004 | Giochi olimpici | Atene    | 1500 m piani | Argento   | 3'58"12     |                                          |
| 2005 | Mondiali        | Helsinki | 1500 m piani | Oro       | 4'00"35     | Miglior prestazione personale stagionale |
| 2006 | Europei         | Göteborg | 1500 m piani | Oro       | 3'56"91     | Record dei campionati                    |
| 2015 | Mondiali        | Pechino  | 1500 m piani | 10ª       | 4'14"18     |                                          |

## Altre competizioni internazionali
2000
- Coppa Europa di atletica leggera ( Gateshead)

2001
- Oro alle IAAF Grand Prix Final ( Melbourne), 3.000 metri - 9'30"39

2002
- Coppa Europa di atletica leggera ( Annecy)
- Argento alle IAAF Grand Prix Final ( Parigi), 3.000 metri - 8'56"34
- Argento in Coppa del mondo ( Madrid), 1.500 metri - 4'09"74

2003
- 7ª alle IAAF World Athletics Final ( Monaco), 1.500 metri - 4'02"78

2004
- Argento alle IAAF World Athletics Final ( Monaco), 1.500 metri - 4'05"18

2005
- Argento alle IAAF World Athletics Final ( Monaco), 1.500 metri - 4'00"28

2006
- Argento alle IAAF World Athletics Final ( Stoccarda), 1.500 metri - 4'03"26
- Argento in Coppa del mondo ( Atene), 1.500 metri - 4'02"45